# 쏘리, 알러뷰
쏘리, 알러뷰(Scusa ma ti chiamo amore)는 2008년 공개된 이탈리아의 영화이다.
이 영화는 2008년 1월 25일 이탈리아 영화계에 개봉되었다.

## 줄거리
열일곱 고등학생 니키는 절친들인 올리, 니콜레타, 딜레타, 에리카와 함께 'O.N.D.E.'라는 그룹을 만들어 즐거운 시간을 보낸다. 한편, 서른일곱 살의 광고 기획자 알렉스는 오랜 연인 엘레나에게 실연당해 힘든 시간을 보내고 있다. 어느 날 아침, 니키와 알렉스는 출근길에 우연히 부딪히게 되고, 알렉스는 니키에게 학교까지 태워다 준다. 이 만남을 계기로 두 사람 사이에는 묘한 감정이 싹트기 시작한다.
니키의 친구 딜레타는 학교에서 만난 남자와 빠르게 사랑에 빠지지만, 곧 안타까운 교통사고를 당해 혼수상태에 빠진다. 올리, 니키, 에리카는 병원에서 딜레타를 간호하며 노래를 불러주고, 고등학교 졸업 시험을 함께 준비한다. 그러던 중 딜레타가 깨어나고 친구들은 기쁨을 감추지 못한다.
한편, 알렉스의 옛 연인 엘레나가 돌아오면서 알렉스는 니키를 떠나 예전의 삶으로 돌아가지만, 곧 자신이 사랑하는 사람이 엘레나가 아님을 깨닫는다. 그는 또한 자신이 하고 싶은 일이 무엇인지 다시 생각하게 된다. 엘레나가 자신의 경쟁 상대와 바람을 피웠다는 사실을 알게 된 알렉스는 그녀를 내쫓고, 승진 제안도 거절한 채 일을 그만둔다. 그리고 섬에 집을 사서 니키에게 함께 살자는 메시지를 남긴다. 결국 두 사람은 다시 만나 행복한 결말을 맞는다.

## 출연

### 주연
- 라울 보바
- 미켈라 콰트로쵸케

### 조연
- 프란세스카 안토넬리